# أولاد بوعشرة
أولاد بوعشرة بلدية بدائرة سي المحجوب ولاية المدية الجزائرية.